# Bad Animals
Albums de Heart
Heart
(1985) Brigade
(1990)
Bad Animals est le neuvième album studio du groupe rock américain Heart. Il a été publié le 6 juin 1987 par Capitol Records. L’album reprend le style hard rock traditionnel de leur album éponyme de 1985, tout en connaissant le même succès. Il a culminé au numéro deux du Billboard 200 américain en août 1987 et a été certifié triple platine par l’Association de l’industrie de l’enregistrement (RIAA) le 4 juin 1992. À l’international, Bad Animals figure dans le top cinq au Canada, en Finlande et en Norvège, ainsi qu'en Suède et Suisse.
L'album a donné naissance au single numéro un américain Alone, tandis que Who Will You Run To a atteint le numéro sept, There the Girl a atteint le numéro 12 et I Want You So Bad a atteint le numéro 49. Bad Animals a été nommé pour la meilleure performance rock par un duo ou un groupe avec chant au 30e Grammy Awards en 1988. 

## Liste des pistes
1. Who Will You Run To
2. Alone
3. There's The Girl
4. I Want You So Bad
5. Wait for an Answer
6. Bad Animals
7. You Ain't So Tough
8. Strangers of the Heart
9. Easy Target
10. RSVP

## Personnel
- Ann Wilson : Chant, chœurs
- Nancy Wilson : Guitares, claviers, chant, chœurs
- Howard Leese : Guitares, claviers, chœurs
- Mark Andes : Basse
- Denny Carmassi : Batterie

## Personnel additionnel
- Mike Moran, Holly Knight, Duane Hitchings : Claviers
- Tom Kelly : Chœurs
- Efrain Toro : Percussion
- Tom Salisbury : Arrangements des cordes